# Luisje en Vlootje

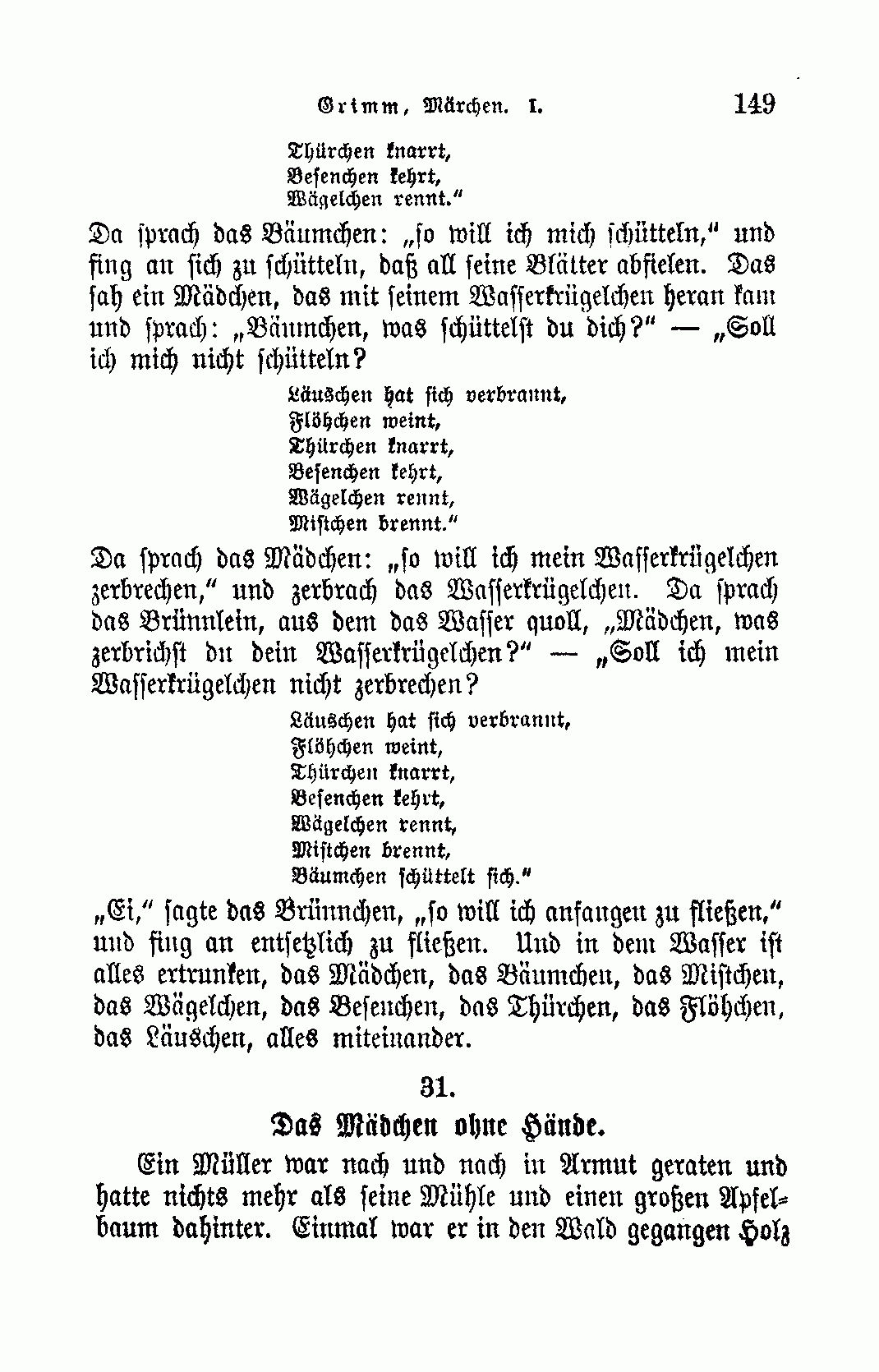
Het verhaal in Kinder und Hausmärchen, volledige uitgave, 1894

Luisje en Vlootje is een sprookje uit Kinder- und Hausmärchen, de verzameling van de gebroeders Grimm, met als nummer KHM30. De oorspronkelijke naam is Läuschen und Flöhchen.

## Het verhaal

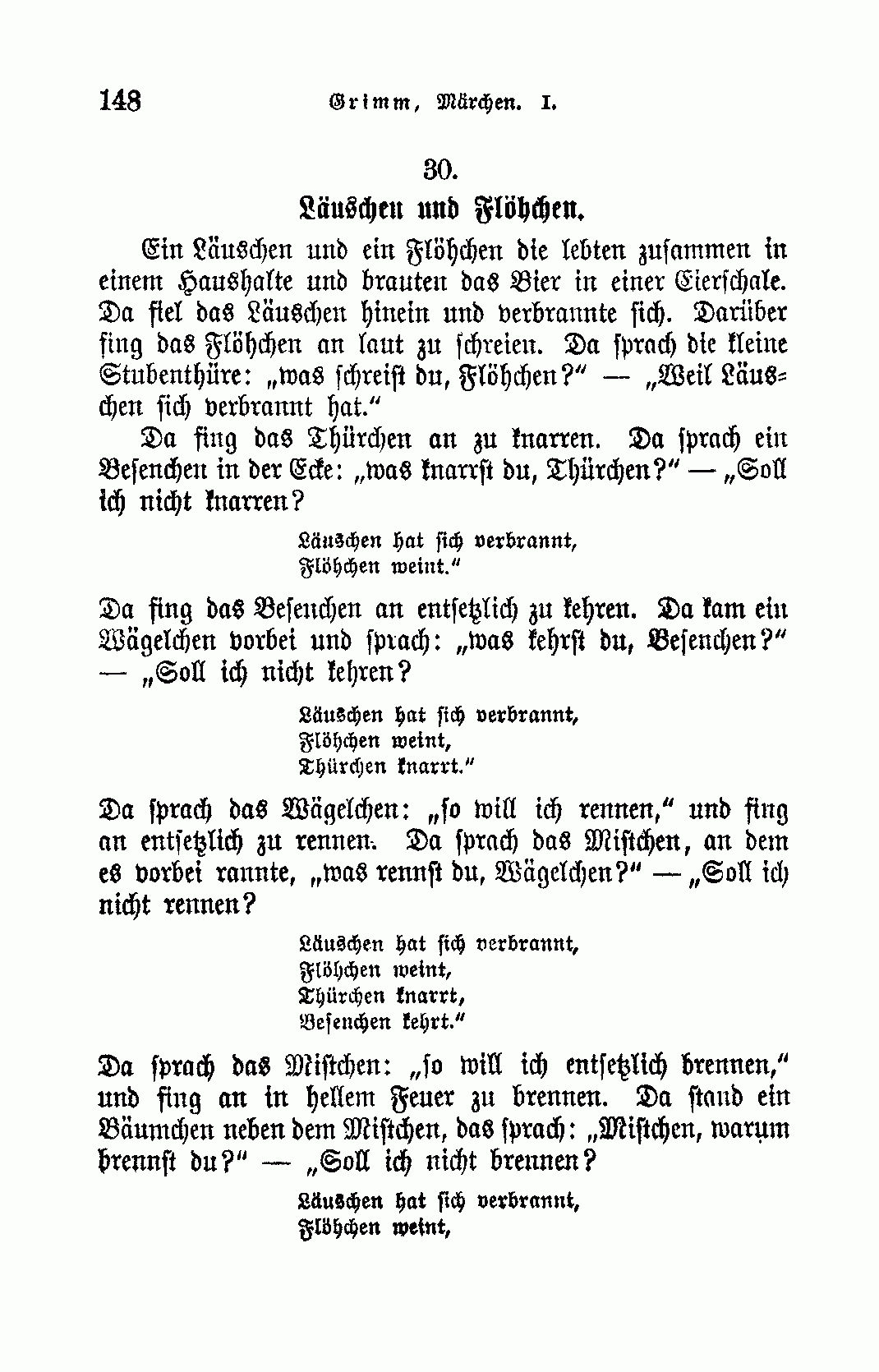
Het verhaal in Kinder und Hausmärchen, volledige uitgave, 1894

Luisje en Vlootje wonen in één huis en brouwen bier in een eierschaal. Luisje valt erin en verbrandt, waarna Vlootje begint te huilen. De deur hoort dit en gaat kraken, waarna de deur het verhaal tegen de bezem in de hoek vertelt. Zo vertellen voorwerpen het verhaal verder.
Luisje is verbrand,
Vlootje huilt,
deurtje kraakt,
bezempje veegt,
wagentje rijdt hard,
mesthoopje brandt.
Een boom vraagt de mesthoop waarom hij brandt en gaat schudden na het verhaal te hebben gehoord. Een meisje ziet dit en komt aanlopen met een waterkruik, waarna ook zij het verhaal te horen krijgt. Het meisje breekt haar waterkruik en het water uit het bronnetje vraagt waarom ze het kruikje breekt.
Na het verhaal gehoord te hebben, begint het hard te stromen. Het water verdrinkt alles, het meisje, het boompje, het mesthoopje, het wagentje, het bezempje, het deurtje, het vlootje en het luisje.

## Achtergronden bij het verhaal
- Het sprookje komt uit Kassel.
- Het sprookje is verwant met een oud kinderliedje.